# ASRock
ASRock Incorporation (ASRock Inc.) (tiếng Trung: 華擎科技股份有限公司; bính âm: Huáqíng Kējì Yǒuxiàn Gōngsī) là nhà sản xuất bo mạch chủ, máy tính công nghiệp và PC rạp hát gia đình (HTPC) có trụ sở chính tại Đài Bắc, Đài Loan
ASRock được thành lập vào năm 2002 và hiện thuộc sở hữu của tập đoàn PEGATRON, một công ty con của tập đoàn ASUS.

## Lịch sử

Logo cũ của ASRock (2002-2009)

ASRock ban đầu được tách ra từ ASUS vào năm 2002 bởi Ted Hsu (đồng sáng lập của công ty đã đề cập), nhằm cạnh tranh với các công ty như Foxconn cho thị trường OEM hàng hóa. Kể từ đó, ASRock đã ngày càng phát triển ở thị trường máy tính tự lắp ráp (DIY) với kế hoạch đưa công ty lên thượng nguồn bắt đầu từ năm 2007 sau khi IPO thành công trên Sàn giao dịch chứng khoán Đài Loan. Năm 2010, công ty đã được PEGATRON, một công ty thuộc tập đoàn ASUS, mua lại.
Tính đến năm 2011, ASRock đã bán được khoảng 8 triệu bo mạch chủ, nhiều hơn ECS và MSI (cùng bán được khoảng 7 triệu bo mạch chủ) và là nhà sản xuất bo mạch chủ lớn thứ ba thế giới, đã hợp tác với game thủ esport chuyên nghiệp Johnathan Wendel để phát triển bo mạch chủ dành cho người đam mê chơi game vào năm 2011.
ASRock đã thành lập công ty liên kết bo mạch chủ máy chủ vào tháng 4 năm 2013, sau khi nhận được đơn đặt hàng từ 10 khách hàng cỡ trung cho bo mạch máy chủ và PC công nghiệp và hình thành quan hệ đối tác với các nhà tích hợp hệ thống.

## Sản phẩm và dịch vụ

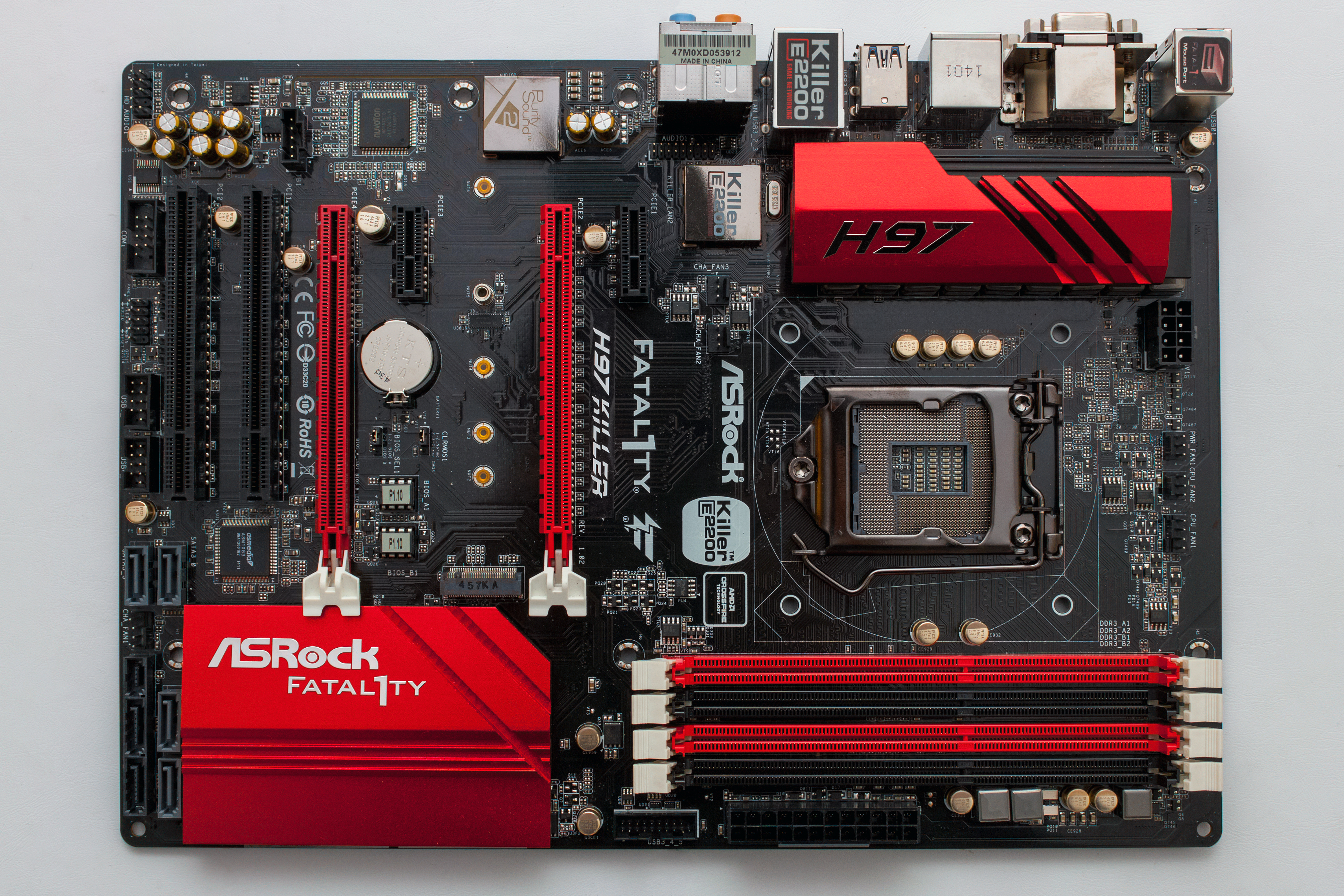
Bo mạch chủ thương hiệu ASRock H97

Bên cạnh bo mạch chủ, ASRock cũng sản xuất các minicomputer. Ba sản phẩm của ASRock đã được đưa vào danh sách rút gọn cho Giải thưởng Thương hiệu Đài Loan năm 2012 lần đầu tiên và sau đó trở thành sản phẩm được Hội đồng Phát triển Thương mại Đối ngoại chứng thực khi họ quảng bá hình ảnh chất lượng của các thương hiệu Đài Loan trên toàn cầu. Năm 2012, ASRock bước vào thị trường bo mạch chủ máy chủ và PC công nghiệp. ASRock bắt đầu phát triển card đồ họa hợp tác với AMD vào năm 2018 do sự gia tăng của hoạt động khai thác tiền điện tử.

## Phạm vi thị trường
ASRock là thương hiệu bo mạch chủ lớn thứ ba thế giới và các kênh phân phối bao gồm các cửa hàng điện tử, cửa hàng PC, nhà bán lẻ đồ dùng và cửa hàng trực tuyến. Các khu vực bán hàng chính trong năm 2011 bao gồm Châu Âu chiếm 37,68%, Trung và Nam Mỹ chiếm 21,13%, khu vực Châu Á Thái Bình Dương chiếm 40,95% và các thị trường khác chỉ chiếm 0,24%. Nhìn chung, ASRock chiếm tỷ trọng lớn trong doanh số bán hàng ở Châu Á và Châu Âu xét về hiệu suất chung.
Top 3 thương hiệu bo mạch chủ
- Hàn Quốc: ASRock là thương hiệu số 1 theo phân tích thị phần bo mạch chủ của Hàn Quốc vào tháng 6 năm 2012 (chiếm 61% thị phần).[11]
- Nhật Bản: ASRock xếp hạng số 2 tại Nhật Bản.[12]

## Tổng quan thị phần
Theo báo cáo thường niên của Digitimes 2011, ASRock đã phát triển rất nhanh trong vài năm qua. ASRock đã là một trong 3 thương hiệu bo mạch chủ hàng đầu trong 2 năm liên tiếp.
| Công ty  | 2011 | 2012    |
| -------- | ---- | ------- |
| ASUS     | 23.2 | 22.2    |
| Gigabyte | 17   | 18.5–19 |
| ASRock   | 7.8  | 8       |
| MSI      | 7    | 6       |
| Biostar  | 5    | 4.5     |
| ECS      | 5    | 4.5     |

(Lưu ý: Các lô hàng OEM của MSI và ECS không được bao gồm trong số liệu. Nguồn: Các công ty và người theo dõi thị trường, do Digitimes biên soạn, tháng 11 năm 2012)

## Tiếp nhận
ASRock đã nhận được Giải thưởng Recommended Buy Award của  Tom's Hardware năm 2012 cho bo mạch chủ X79 Extreme4 của họ, và cũng giành được Giải thưởng Xbit labs 2012 Editor Recommended Award với Z77 Extreme4. Ngoài ra, ASRock Z68 Extreme7 Gen3, Fatal1ty Z68 Professional Gen3 và dòng máy tính mini đã được trao ba giải Taiwan Brand Awards 2011.
ASRock cũng là nhà sản xuất đầu tiên và duy nhất của bo mạch chủ dựa trên chipset X99 kích thước Mini ITX, X99E-ITX/ac. Nó hỗ trợ CPU Intel Core i7 Haswell-E và Broadwell-E và Haswell-EP Intel Xeon với lõi CPU hỗ trợ lên đến 18 lõi.